# Mingrelië (gebied)
Mingrelië (Georgisch: სამეგრელო Samegrelo; Mingreels: სამარგალო Samargalo), vroeger bekend als Odisji, is een historische regio in het westen van Georgië, die grenst aan de Zwarte Zee en Abchazië. Het is een veelal bergachtig gebied; in het zuiden zijn er moerassen. Mingrelië kent een subtropisch klimaat.
De regio wordt voornamelijk bewoond door Mingreliërs, een subgroep van de Georgiërs. Zij spreken het Mingreels, een taal die nauw verwant is met zowel het Georgisch als het Svanetisch. Van de 16e tot en met de 19e eeuw was Mingrelië een soeverein land; het prinsdom werd in 1857 door Rusland geannexeerd en toegevoegd aan het gouvernement Koetaisi. Vandaag de dag vormt het, samen met het noordelijke deel van Svanetië, het bestuurlijke deelgebied Samegrelo-Zemo Svaneti.

## Bekende Mingreliërs
- Andria Dadiani (1850-1910, Georgisch: ანდრია დადიანი), prins van Mingrelië en schaakspeler
- Lavrenti Beria (1899-1953, ლავრენტი ბერია), baas van de geheime diensten van de USSR onder Stalin
- Konstantin Gamsachoerdia (1893-1975, კონსტანტინე გამსახურდია), schrijver van populaire historische romans, vader van:
- Zviad Gamsachoerdia (1939-1993), ზვიად გამსახურდია), eerste democratisch verkozen president van Georgië
- Moertaz Choertsilava (1943): voormalig voetballer en trainer

Chevi · Chevsoeretië · Ertso-Tianeti · Goedamakari · Hereti · Kartli · Koecheti · Letsjchoemi · Mingrelië · Mtioeleti · Psjavi · Ratsja · Svanetië · Tao-Klardzjeti · Toesjeti · Trialeti